# Gode, Jagalur
Gode là một làng thuộc tehsil Jagalur, huyện Davanagere, bang Karnataka, Ấn Độ.